# Lincoln Park (Nowy Jork)
Lincoln Park – jednostka osadnicza w Stanach Zjednoczonych, w stanie Nowy Jork, w hrabstwie Ulster.